# Alvaro Rodrigues
Alvaro Rodrigues (sinh ngày 19 tháng 7 năm 1993) là một cầu thủ bóng đá người Brasil.

## Sự nghiệp câu lạc bộ
Alvaro Rodrigues đã từng chơi cho Montedio Yamagata.